# Гвардейское (авиабаза)
Симферополь (Гварде́йское) — государственный аэродром в Крыму, в 13 км севернее Симферополя. До 1945 года именовался Сарабуз.
На аэродроме до недавнего[какого?] времени базировались самолёты Су-24, Су-24МР, Ту-134А-4. Базирующаяся на аэродроме авиачасть до 1 августа 2009 года именовалась «43-м Севастопольским Краснознаменным ордена Кутузова отдельным морским штурмовым авиационным полком» с подчинением ВВС ЧФ РФ. В декабре 2011 года авиабаза Гвардейское и авиабаза, расположенная в Каче, были преобразованы в единую базу морской авиации № 7057.
В настоящее время аэродром переподчинён ВКС РФ, базируется 37-й смешанный авиационный полк ВВС, в составе: две эскадрильи Су-24М и Су-25СМ (по 13 машин).

## История
История аэродрома Гвардейское (Сарабуз) началась в 1930-е годы с учебной эскадрильи ВВС РККА, летавшей на самолётах У-2.
С 1935 по 1938 год на аэродроме дислоцировалась 44-я отдельная скоростная бомбардировочная эскадрилья на СБ и Р-5
В 1936 году на аэродроме Сарабуз были сформированы 64-я и 66-я отдельные скоростные бомбардировочные авиационные эскадрильи на самолётах СБ.
В 1938 году из отдельных эскадрилий был сформирован 40-й скоростной бомбардировочный авиационный полк пятиэскадрильного состава на аэродроме Сарабуз.
В 1939 году была сформирована 63-я бомбардировочная авиационная бригада в составе двух полков — 2-й минно-торпедный авиационный полк и 40-й бомбардировочный полк. Управление бригады и полки базировались на аэродроме Сарабуз. На вооружении были самолёты СБ и ДБ-3.
С началом Великой Отечественной войны бригада выполняла вылеты, нанося удары по территории Румынии и по целям в море, а также ведя воздушную разведку. Осенью 1941 года, в связи с захватом значительной территории Крыма немецкими войсками, 63-я БАБ перелетела на восток, на аэродромы Краснодарского края. После захвата Севастополя немецко-фашистскими войсками на аэродроме располагалась авиабаза Люфтваффе.
15 ноября 1944 года на основании приказа КЧФ № 0906 от 06.11.1944 года на аэродроме Сарабуз была сформирована 39-я отдельная авиационная эскадрилья ночных истребителей. На вооружении эскадрильи были специально переоборудованные самолёты А-20 в варианте истребителя с дополнительным топливным баком на 1036 литров и радиолокатором «Гнейс». За характерный внешний вид утыканные антеннами самолёты называли «ершами». Летом 1945 года эскадрилья числилась в ВВС ТОФ (подготовка к войне с Японией), но продолжала дислоцироваться на аэродроме Сарабуз. В 1947—1948 годах эскадрилья входила в состав 4-й ИАД ВВС ЧФ без изменения места дислокации, затем передислоцировалась на аэродром Кача и вскоре была передана в состав ВВС Балтийского флота.
В конце 1944 года на аэродром Сарабуз с аэродрома Саки перелетел 5-й гв. минно-торпедный авиационный полк (МТАП) Черноморского флота.
С 13 февраля по 15 апреля 1945 года на базе 5-го гв. МТАП проходили войсковые испытания нового торпедоносца Ту-2Т.
По состоянию на 1 июля 1945 года на аэродроме Сарабуз размещался 5-й гв. МТАП и 39-я ОАЭ НИ.
По состоянию на 1 сентября 1948 года на аэродроме Сарабуз дислоцировался 326-й ИАП 4-й ИАД ВВС ЧФ.
В 1951 году в гарнизон поступили новые самолёты Ту-14Т. В 5-й гв. МТАП проводились войсковые испытания самолёта, затем полк стал лидерным.
В 1951—1953 годах в Гвардейском лётчиками-испытателями Амет-Хан Султаном, С. Н. Анохиным, Ф. И. Бурцевым и В. Г. Павловым были проведены лётные испытания первой советской противокорабельной ракеты КС-1 Комета. Этому событию посвящён памятник, установленный на территории гарнизона.
В 1953 году на аэродроме была сформирована 27-я отдельная специальная часть для испытаний первой в СССР ракетной системы «Комета», командир части — генерал-майор авиации Казаков М. П. Согласно Директиве Главного штаба ВМФ от 30 августа 1955 года на базе 27-й учебной спецчасти формируется 124-й ТБАП ДД, с парком из 12 Ту-4КС, 8 Ту-4, 2 МиГ-15СДК, МиГ-15УТИ, Ли-2 и По-2. Это был первый в авиации ВМФ полк ракетоносцев.
30 августа 1955 года на основании директивы ГШ ВМФ №ОМУ/4/53280 на аэродроме Гвардейское было сформировано управление 88-й тяжелобомбардировочной дивизии специального назначения. В состав дивизии вошли: 124-й ТБАП, 5-й гв. МТАП СпН, 32-й отдельный отряд управления, 33-й отдельный истребительный отряд СпН на МиГ-17СДК. В задачи дивизии входило всестороннее испытание самолётов-носителей и крылатой ракеты КС. 32-й отряд управления, помимо пассажирских перевозок, занимался доставкой грузов и почты. В дальнейшем при управлении дивизии был сформирован отряд из двух спасательных самолётов Ту-16С «Фрегат».
В 1957 году дивизия была переименована в 88-ю минно-торпедную авиационную дивизию ДД с дислокацией управления дивизии, 5-й гв. МТАП ДД и 124-й МТАП ДД на аэродроме Гвардейское. В 1961 году управление 88-й МТАД было расформировано, отряд спасательных самолётов переподчинён 124-му МРАП без изменения места дислокации.
До 1960 года на аэродроме дислоцировался транспортный авиационный отряд управления 2-й гв. МТАД на самолётах Ан-2, Як-12 и Як-18.
В 1966 году спасательный отряд 124-го полка был выделен в самостоятельное подразделение — 65-й отдельный авиационный отряд спасательных самолётов. Отряд проработал ориентировочно до 1985 года, затем был расформирован, самолёты переданы в полк, спасательное оборудование было демонтировано.
В 1971 году на аэродроме Гвардейское была вновь сформирована прославленная 2-я гв. морская ракетоносная Севастопольская авиационная дивизия им. Н. А. Токарева (бывшая 63-я авиационная бригада). В составе дивизии находились 5-й МРАП, 124-й МРАП и 943-й МРАП. На аэродроме размещался отряд управления дивизии, который к началу 1980-х годов был укомплектован двумя самолётами Ту-104, Ан-26 и Ан-2 и выполнял пассажирские и транспортные перевозки в интересах командования флота, ВВС и управления дивизии. После катастрофы Ту-104 ВВС ТОФ на аэродроме г. Пушкин Ту-104 были списаны, взамен пришли Ту-134.
По состоянию на 1980 год в Гвардейском находились управление 2-й гв. МРАД и 124-й МРАП (из состава дивизии), 135-е ОППСМ, 65-й АОСС.
В 1989 году 124-й морской ракетоносный полк был расформирован, что положило начало очередному сокращению морской авиации. В гарнизоне продолжало оставаться управление 2-й гв. ракетоносной дивизии, которая теперь стала двухполкового состава, и транспортный отряд управления дивизии.
С июня 1990 года в Гвардейском дислоцировался 43-й Севастопольский Краснознаменный ордена Кутузова истребительный авиационный полк (с декабря 1990 года — 43-й ОМШАП) на Су-17М3 (в конце 1990-х заменены на Су-24).
В 1994 году управление 2-й гв. МРАД и отряд управления были расформированы. Ту-134 был передан в 43-й ОМШАП и продолжал базироваться на своём аэродроме, а Ан-26 перегнали в Качу и передали в 318-й ОСАП.
В 2009 году 43-й авиационный полк и части обеспечения путём слияния в одну в/часть были преобразованы в 7058-ю АвБ Черноморского флота РФ.
1 декабря 2011 года управление 7058-й АвБ было расформировано, аэродром переподчинён 7057-й АвБ с управлением в Каче. На аэродроме в Гвардейском осталась одна эскадрилья Су-24.
В июне 2014 года имевшаяся в составе ЧФ 7057-я авиабаза морской авиации была переформирована обратно в два авиационных полка, которым вернули прежние названия и почётные титулы. С 1 июля 2014 года 43-й Севастопольский Краснознаменный ордена Кутузова отдельный морской штурмовой авиационный полк был перебазирован на аэродром Саки. Аэродром Гвардейское из состава ВМФ РФ был передан в состав ВВС РФ. На аэродроме Гвардейское сформирован 37-й смешанный авиационный полк ВВС РФ, две эскадрильи (12 Су-24М и 12 Су-25СМ).

## Происшествия
12 февраля 1957 года при полёте над морем самолёт Ту-16 обесточился. КК м-р Деточенко И. Д. перевёл самолёт на пробивание облачности. После выхода под нижнюю кромку экипаж увидел штормовое море и решил тянуть до берега. Стрелок-радист покинул самолёт самостоятельно и по счастливой случайности был подобран в море проходящим катером. Экипаж дотянул аварийный самолёт до берега. При попытке сесть в районе Новороссийска самолёт разрушился и сгорел вместе с оставшимся экипажем.
С 30.05.1973 года на 31.05.1973, ночь 0ч 30мин, СМУ гроза, ливень. При заходе на посадку на базовый аэродром, при уходе на повторный заход разбился самолёт Ту-16, принадлежащий 124-му МРАП. Экипаж, в составе: КК командир отряда м-р Н. В. Шаров, ПКК мл. л-т Н. М. Перегняк, ШК штурман отряда к-н А. В. Пугач, ВШК л-т Н. В. Шершавицкий, ВСР пр-к А. Б. Бабак, КОУ пр-к П. С. Димченко — погиб.
10 июля 2006 года. Авария самолёта Ту-134А с бортовым номером 05 красный (зав. № 63838), принадлежащего 917-му отдельному смешанному полку ВВС ЧФ (аэр. Кача). Выполнялась перевозка л/с в Москву (на аэр. Чкаловский) после КШУ Черноморского флота.
На 47-й секунде разбега при скорости 157 узлов (292 км/ч), в результате попадания самолёта в стаю птиц, возник помпаж левого двигателя, который сопровождался периодическими хлопками и повышенной вибрацией. На приборной доске высветились светосигнализаторы левого двигателя «Вибрация велика» и «Давление масла мало». Командиром корабля было принято решение продолжить взлёт, но на 51 секунде поступила команда от руководителя полётов о прекращении взлёта. На скорости 161 узлов (300 км/час) самолёт приземлился за 336 м до торца ВПП, затем выкатился на грунт и столкнулся правой плоскостью с растяжками антенного поля КРМ. При дальнейшем движении, на удалении 630 м от торца и скорости 123 узлов (228 км/ч) самолет столкнулся с бруствером объездной автомобильной дороги и бетонным забором аэродрома, в результате чего отъемная часть правой плоскости крыла отделилась от фюзеляжа, произошло разрушение крыльевых топливных баков и воспламенение авиационного топлива.
На удалении 885 м от торца ВПП горящий самолет остановился. Экипаж и пассажиры самостоятельно и организовано покинули самолёт. Травмы разной степени тяжести получили 13 человек (9 членов летного экипажа и 4 пассажира), двое были госпитализированы. В числе пассажиров находился Главнокомандующий ВМФ РФ адмирал Владимир Масорин с группой старших офицеров. Самолёт полностью сгорел.
7 августа 2023 года штурмовик Су-25СМЗ был уничтожен при транспортировке между двумя стоянками летательных аппаратов.

## Легенды
- Имеется предположение, что для подвоза боеприпасов и снаряжения с близлежащей железнодорожной станции Остряково немцы, силами советских военнопленных, по некоторым данным, построили подземную узкоколейную железную дорогу от станции до аэродрома. Однако, никакие подтверждения этой версии (архивные документы или следы на местности) до сих пор не найдены.
- Существует легенда, что аэродром Гвардейское предполагалось использовать в качестве одного из запасных аэродромов посадки для космического корабля «Буран». Связано это с тем, что после реконструкции ВПП для посадки «Бурана» в Симферопольском аэропорту[11] это же оборудование использовалось для модернизации крымских военных аэродромов.